# 阿韋爾·魯伊斯
阿韋爾·魯伊斯·奧爾特加（西班牙語：Abel Ruiz Ortega；2000年1月28日—），西班牙足球運動員，現效力西甲球會赫罗纳，代表西班牙國家足球隊參加國際賽事，司職前鋒。

## 俱樂部生涯
魯伊斯出生於2000年1月，2017/18賽季幫助巴塞隆納U19A隊獲得歐洲青年聯賽冠軍。2018/19賽季他在巴塞隆納B隊出場21次打進3球。
西甲第37輪比賽中，阿貝爾·魯伊斯替補出場，完成了聯賽首秀。他在第68分鐘替換登場，踢了25分鐘。並成為第7位上演一線隊首秀的預備隊球員。
巴塞隆納官方宣佈，巴塞隆納B隊前鋒阿貝爾·魯伊斯以先租後買的方式加盟葡超球會布拉加。

## 國家隊生涯
魯伊斯已經完成了自己在西班牙國家足球隊的首秀，西班牙4比0戰勝立陶宛的友誼賽，比賽中他首發出戰。

## 外部連結
- FC Barcelona official profile （页面存档备份，存于）
- 阿韋爾·魯伊斯－UEFA國際賽競賽紀錄